# Brian Henton
Brian Henton (Castle Donington, Leicestershire, Inglaterra, Reino Unido; 19 de septiembre de 1946) es un expiloto de automovilismo británico. Ganó los campeonatos de Fórmula Vee Británica en 1971, Fórmula 3 Británica en 1974 y Fórmula 2 Europea en 1980. Participó en 38 Grandes Premios de Fórmula 1 para varios equipos, sin lograr sumar puntos.
Su debut en Fórmula 1 llegó en la temporada 1975. Fue al volante de un Lotus 72F oficial. Dos años más tarde estuvo en equipos pequeños, donde terminó una de los seis grandes premios que protagonizó. Al año siguiente, en el GP de Austria, Henton disputó las prácticas con un monoplaza del equipo Surtees, aunque no fue parte de la clasificación.
En 1980, tras dos temporadas completas en el Campeonato Europeo de F2, se llevó el título de la mano de Toleman Group Motorsport, que lo ascendió al equipo de Fórmula 1 a partir de la cuarta carrera, solo consiguiendo largar el GP de Italia. En 1982 compitió con los equipos Arrows y Tyrrell, con este último terminando en varias ocasiones entre los diez mejores clasificados, aunque fuera de los puntos y vencido por su compañero, Michele Alboreto.
Al año siguiente se retiró del deporte. Desde entonces, se dedica a sectores empresariales y de ingeniería.

## Resultados

### Fórmula 1
(Clave) (negrita indica pole position) (cursiva indica vuelta rápida)

| Año     | Escudería                       | 1       | 2       | 3       | 4       | 5       | 6        | 7       | 8       | 9       | 10      | 11      | 12      | 13      | 14      | 15      | 16    | 17  | Pos. | Puntos |
| ------- | ------------------------------- | ------- | ------- | ------- | ------- | ------- | -------- | ------- | ------- | ------- | ------- | ------- | ------- | ------- | ------- | ------- | ----- | --- | ---- | ------ |
| 1975    | John Player Team Lotus          | ARG     | BRA     | RSA     | ESP     | MON     | BEL      | SWE     | NED     | FRA     | GBR 16  | GER     | AUT DNS | ITA     | USA NC  |         |       |     | NC   | 0      |
| 1977    | Team Rothmans International     | ARG     | BRA     | RSA     | USW 10  |         |          |         |         |         |         |         |         |         |         |         |       |     | NC   | 0      |
| 1977    | British Formula One Racing Team |         |         |         |         | ESP DNQ | MON      | BEL     | SWE     | FRA     | GBR DNQ | GER     | AUT DNQ |         |         |         |       |     | NC   | 0      |
| 1977    | HB Bewaking Alarmsystemen       |         |         |         |         |         |          |         |         |         |         |         |         | NED DSQ | ITA DNQ | USA     | CAN   | JPN | NC   | 0      |
| 1978    | Team Surtees                    | ARG     | BRA     | RSA     | USW     | MON     | BEL      | ESP     | SWE     | FRA     | GBR     | GER     | AUT DNP | NED     | ITA     | USA     | CAN   |     | –    | –      |
| 1981    | Candy Toleman Motorsport        | USW     | BRA     | ARG     | SMR DNQ | BEL DNQ | MON DNPQ | ESP DNQ | FRA DNQ | GBR DNQ | GER DNQ | AUT DNQ | NED DNQ | ITA 10  | CAN DNQ | LVG DNQ |       |     | NC   | 0      |
| 1982    | Arrows Racing Team              | RSA DNQ | BRA DNQ | USW Ret |         |         |          |         |         |         |         |         |         |         |         |         |       |     | NC   | 0      |
| 1982    | Team Tyrrell                    |         |         |         | SMR Ret | BEL Ret | MON 8    | USE 9   | CAN NC  | NED Ret | GBR 8   | FRA 10  | GER 7   | AUT Ret | SUI 11  | ITA Ret | LVG 8 |     | NC   | 0      |
| Fuente: |                                 |         |         |         |         |         |          |         |         |         |         |         |         |         |         |         |       |     |      |        |